# Каннами
Каннами (яп. 函南町 Каннами-тё:) — посёлок в Японии, находящийся в уезде Тагата префектуры Сидзуока. Площадь посёлка составляет 65,13 км², население — 38 219 человек (1 августа 2014), плотность населения — 586,81 чел./км².

## Географическое положение
Посёлок расположен на острове Хонсю в префектуре Сидзуока региона Тюбу. С ним граничат города Мисима, Атами, Нумадзу, Идзунокуни и посёлки Хаконе, Югавара.

## Население
Население посёлка составляет 38 219 человек (1 августа 2014), а плотность — 586,81 чел./км². Изменение численности населения с 1980 по 2005 годы:
| 1980 | 28 749 чел. |  |
| 1985 | 31 922 чел. |  |
| 1990 | 35 191 чел. |  |
| 1995 | 37 375 чел. |  |
| 2000 | 38 611 чел. |  |
| 2005 | 38 803 чел. |  |

## Символика
Деревом посёлка считается Stewartia monadelpha, цветком — цветок сакуры.